# Parageaya vittatus
Parageaya vittatus is een hooiwagen uit de familie Sclerosomatidae.